# アキュートロジック
アキュートロジック株式会社(Acutelogic Corporation)は、組込み用デジタル画像処理分野の技術を持った日本の会社。

## 製品やサービス
以下のような製品やサービスを提供している。
インテリジェント・カメラシステム米国テキサス・インスツルメンツ社のデジタルシグナルプロセッサを搭載し、MTF測定、ブレ補正、魚眼画像などの幾何補正、HDRI(ハイダイナミックレンジ)画像処理、進入物検出、寸法計測などのアプリケーションを想定したカメラシステム。
MTF測定システムデジタルカメラモジュール用の安価な光学伝達関数(MTF)測定システム。エッジチャートを撮影した画像を元に計測を行う。
カメラ設計支援ソフトウェア色補正行列算出ツール、色調整ソフトウェアなどからなるデジタルカメラ設計支援ソフトウェア。